# William de la Pole, 1. Duke of Suffolk

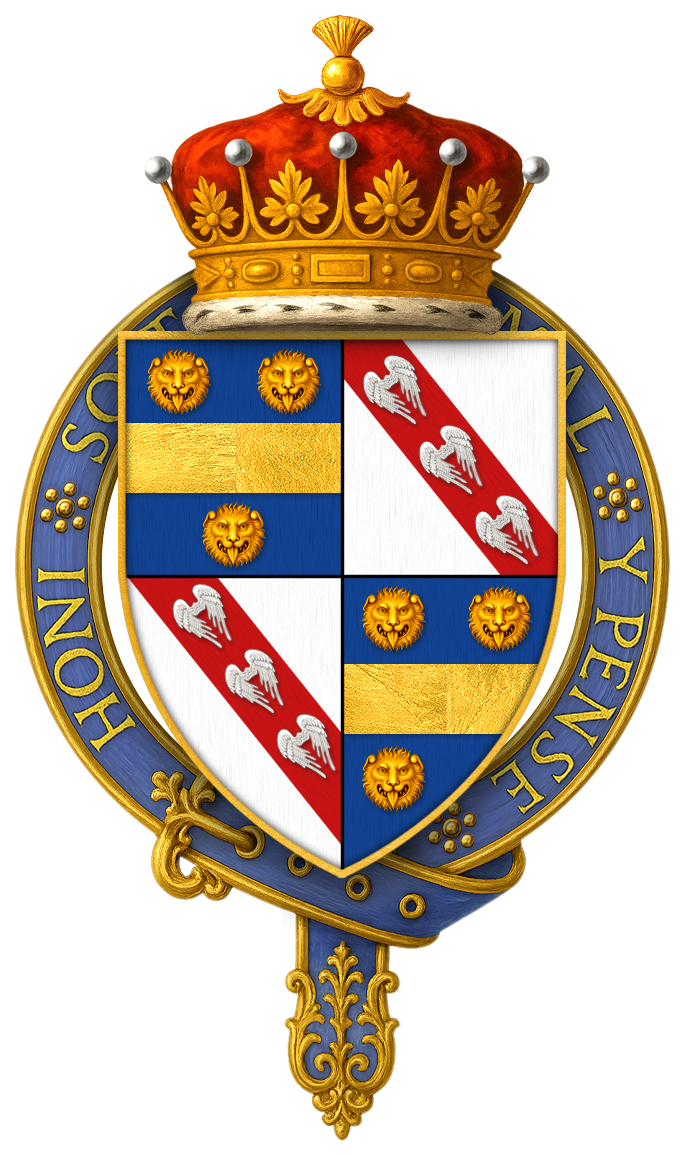
Wappen und Wahlspruch William de la Poles, 1. Duke of Suffolk und Ritter des Hosenbandordens

William de la Pole, 1. Duke of Suffolk KG (* 16. Oktober 1396 in Cotton, Suffolk; † 2. Mai 1450 bei Dover, Kent) war ein englischer Heerführer im Hundertjährigen Krieg und später Lord Chamberlain von England. Als dramatische Figur wird ihm von William Shakespeare im mehrteiligen Historiendrama Heinrich VI. eine tragende Rolle zugewiesen.

## Leben
William war der zweite Sohn von Michael de la Pole, 2. Earl of Suffolk, und der Catherine de Stafford. Im Alter von 19 Jahren kämpfte er zusammen mit seinem Vater und seinem älteren Bruder bei der Eroberung von Harfleur 1415, während der sein Vater starb und er selbst verwundet wurde. Kurz danach fiel auch sein Bruder Michael in der Schlacht von Azincourt. Er beerbte seinen Bruder und wurde damit 4. Earl of Suffolk. Man ernannte ihn zum zweiten Kommandanten der englischen Streitkräfte bei der Belagerung von Orléans. Die Franzosen konnten die Stadt im Mai 1429 entsetzen (mit Antrieb von Jeanne d’Arc, was sie als „Jungfrau von Orléans“ berühmt machte). William de la Pole trat mit den englischen Truppen den Rückzug nach Jargeau an, wo er am 12. Juni gezwungen war sich zu ergeben. Sein jüngerer Bruder, Alexander de la Pole, fiel dort im Kampf; ein anderer jüngerer Bruder, John de la Pole, starb noch im selben Jahr als Gefangener. Thomas de la Pole, jüngster Bruder und Priester, verschied 1433 in Frankreich als Internierter bzw. Geisel. William selbst blieb knapp drei Jahre festgesetzt bei König Karl VII. und wurde 1431 gegen Lösegeld freigelassen.
Nach seiner Rückkehr nach England wurde er in wenigen Jahren Konstabler von Wallingford Castle in Oxfordshire (1434), sowie Verbündeter des einflussreichen Kardinals Henry Beaufort und Mitglied der von diesem angeführten Hofpartei. Seine größte Leistung in dieser Zeit war das Aushandeln der Hochzeit zwischen König Heinrich VI. (England) und Margarete von Anjou (Frankreich) im Jahre 1444, allerdings um den Preis der Aufgabe einiger englischer Gebiete an Frankreich, was ihm später zum Vorwurf gemacht wurde. Daraufhin wurde William de la Pole am 14. September 1444 zum Marquess of Suffolk erhoben.
Nach dem Tod des Onkels des Königs, Humphrey, Duke of Gloucester, und des Großonkels, Henry Beaufort, innerhalb weniger Monate im Jahre 1447 wurde de la Pole zum wichtigsten Berater des beeinflussbaren Heinrich VI. Interessant ist, dass jener Duke of Gloucester, de la Poles erbitterter Gegner, nach der Verurteilung seiner Frau (wegen Hexerei) Ende Februar in der Stadt Bury St Edmunds inhaftiert war, welche in Suffolk liegt (de la Poles Herrschaftsbereich), und dabei nach kurzer Zeit unter ungeklärten Umständen verstarb. Ob William de la Pole seine Hand im Spiel gehabt hatte, bleibt Vermutung. Jedenfalls erhielt er wenige Tage darauf, am 27. Februar 1447, Gloucesters Titel des Earl of Pembroke. Weiterhin wurde er zum Lord Chamberlain of the Household und Admiral Englands ernannt und außerdem am 2. Juli 1448 zum Duke of Suffolk erhoben. Ein solch rapides „Avancement“ bzw. Karrieresprung machten William und seinen Klienten bei anderen Adeligen v. a. aus der Gentry (wie bspw. John Paston und Sir John Fastolf), welche nun um ihren Einfluss bei Hofe bangten, keine Freunde. In diesem Zeitraum, ab Mitte Juli, soll de la Pole mit französischen Kontaktmännern zusammengekommen sein, u. a. mit Jean de Dunois in London. Beide waren eventuell schon durch Williams Gefangennahme 1429 miteinander bekannt. Später sollte ihm dies als Verrat angelastet werden; er hätte Informationen weitergegeben und mit den Franzosen paktiert.
Frankreich hatte die Pause in der Auseinandersetzung ab 1444 genutzt, um konsolidiert ab 1449 in die Offensive zu gehen. De la Pole konnte den fast vollständigen Verlust der englischen Besitztümer in Nordfrankreich innerhalb weniger Monate (welcher in der Schlacht von Formigny im April 1450 besiegelt wurde) nicht verhindern. Deswegen wurde er am 28. Januar 1450 gestürzt und im Tower of London eingesperrt. Er fiel in Ungnade, wurde für fünf Jahre aus England verbannt, doch auf der Reise nach Frankreich (Calais war noch gut 100 Jahre lang in englischem Besitz) wurde sein Schiff abgefangen und William de la Pole nach kurzem Prozess enthauptet. Wer hinter seiner Ermordung steckt, ist unbekannt, allerdings war ein Kriegsschiff bei der Aufbringung des Transports involviert, somit der Vorfall keine private Angelegenheit. Möglicherweise war Richard Plantagenet, 3. Duke of York, ein weiterer Gegner de la Poles am Hof, dafür verantwortlich. Der Leichnam de la Poles wurde nahe Dover (Kent) aufgefunden, und vermutlich erst nach Wingfield (Suffolk) in die dortige Kirche überführt, aber nicht an diesem Ort beerdigt.
Zwar hatten die de la Poles ihren Stammsitz auf Wingfield Castle, beigesetzt wurde William de la Pole von seiner Witwe Alice aber in der Kartäuser-Priorei von Charterhouse, Kingston upon Hull. Diese wurde von seinem Urgroßvater, Baron William de la Pole (of Hull), im Jahr 1350 erst als „Maison Dieu“ (eine Art Armenhaus bzw. Hospital) begründet, dann von seinem Großvater (Michael de la Pole, 1. Earl of Suffolk) 1377 in eine  Kartause gewandelt, und 1539 im Zuge der Auflösung der englischen Klöster aufgelassen. Sein Sohn, John, folgte ihm erst 1463 mit Erreichen der Volljährigkeit als zweiter Duke of Suffolk nach.

## Familie
William de la Pole heiratete am 11. November 1430 Alice Chaucer (1404–1475), eine Enkelin des berühmten Dichters Geoffrey Chaucer. Mit ihr zeugte er seinen einzigen legitimen Sohn, John (1442–1492). De la Pole hatte aber auch ein Verhältnis mit einer Nonne, Malyne de Cay, und mit ihr eine Tochter, Jane (1429–1494). Es wird berichtet, dass er sie zu der Zeit zeugte, als Johanna von Orléans die Engländer von Orléans vertrieb. Jane de la Pole wurde mit Thomas Stonor (1423–1474) verheiratet und bekam einen Sohn, Sir William Stonor († 1494).

Wappen Barons de la Pole (Urgroßvater): blauer Grund, goldner Balken zwischen drei Leopardenköpfen
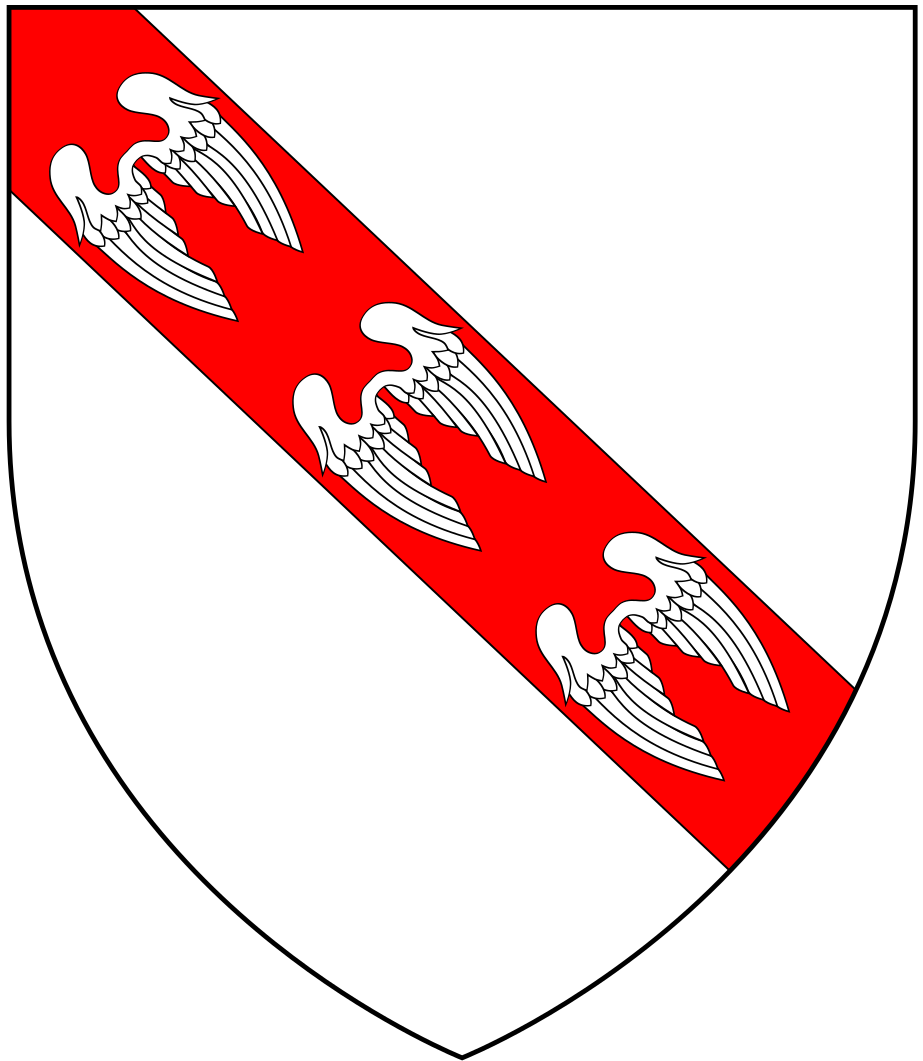
Durch Verheiratung mit den Wingfields (Großvater): Grund silbern, drei Flügel in querem rotem Band
Wappen Williams de la Pole als Earl und Duke of Suffolk
Wappen Johns de la Pole, zweiter Duke of Suffolk (Sohn)
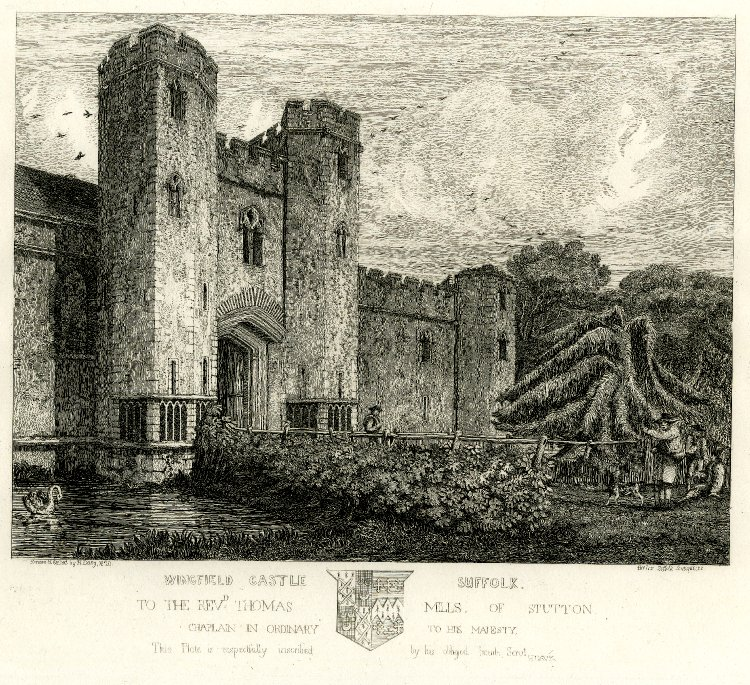
Wingfield Castle, Suffolk (Darstellung aus dem 19. Jhdt.)
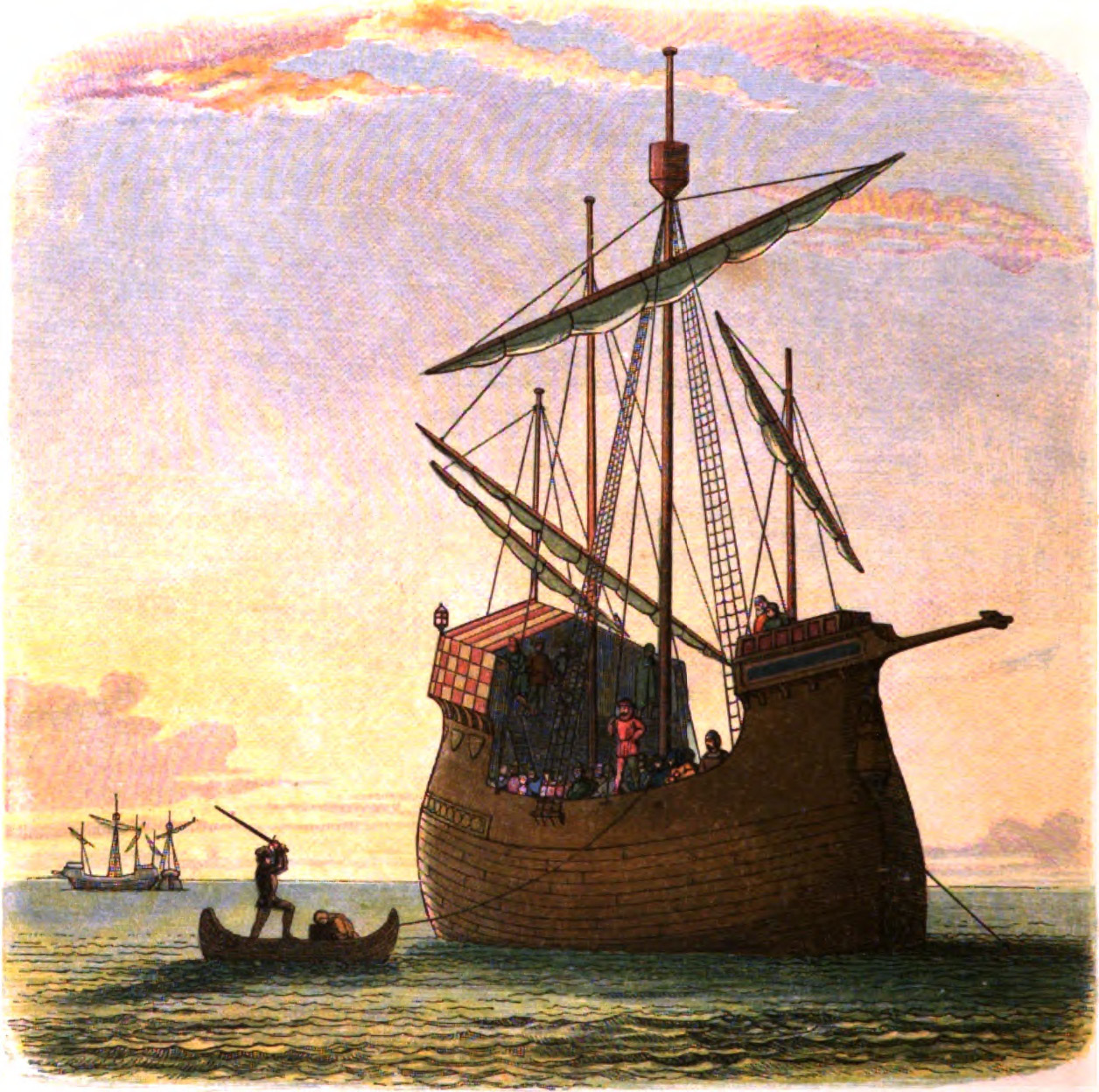
Hinrichtung de la Poles (Darstellung aus dem 19. Jhdt.)

## Darstellung in Shakespeares Heinrich VI.
In seinem Stück „Heinrich VI.“, das in drei Teile gegliedert ist, schildert Shakespeare die politischen Hinterhältigkeiten und Intrigen der Ratgeber Heinrichs VI., die den König zum Spielball ihrer Interessen machen. Unter diesen Intriganten nimmt William de la Pole eine gewichtige Rolle ein. Shakespeare stellt ihn als ehrgeizigen, skrupellosen Höfling dar, der bereit ist, alles zu tun, um seine eigene Macht zu vergrößern. Sein Mittel zur Macht findet er in Königin Margareta, die er im ersten Teil gefangen nimmt und dann als Braut für König Heinrich vorschlägt. Nachdem er Heinrich von ihr überzeugt hat: „Wen nähme Heinrich zum Gemahl, als König,/ als Margareten, Tochter eines Königs?/ … Denn Heinrich, da sein Vater ein Erob´rer,/ hat Aussicht, mehr Erob´rer zu erzeugen,/ gesellt er sich in Liebe einer Frau,/ gemutet wie die schöne Margareta./“ Daraufhin bittet ihn Heinrich, die Heirat zu verhandeln: „Drum geht zu Schiff, Mylord; nach Frankreich eilt;/ Stimmt ein in jeglichen Vertrag und sorgt,/ dass Fräulein Margareta bald geruhe,/ die Überfahrt nach England vorzunehmen.“ De la Poles Worte beenden dann den ersten Teil. Mit diesen schildert er schon seine Absicht, durch Margareta an mehr Macht zu gelangen: „Margreta soll den König nun beherrschen,/ ich aber sie, den König und das Reich.“
Der zweite Teil beginnt damit, dass de la Pole seinem König dessen Frau übergibt. Während Heinrich ihn zum Dank zum Duke ernennt: „Lord Markgraf, kniee/ sei hier ernannt zum ersten Herzog Suffolk/ und mit dem Schwert umgürtet!“ macht sich de la Pole die anderen Höflinge zu Feinden, da sie eifersüchtig die neue Macht de la Poles beneiden. Später beteiligt sich de la Pole an den Intrigen um die Macht und bringt gemeinsam mit den anderen Höflingen Gloster, den Onkel Heinrichs und Protektor, zu Fall. Shakespeare macht Suffolk sogar zum Mörder Glosters, was diesen trotz der Unterstützung der Königin um das Wohlwollen des Königs bringt. Als das Volk seine Hinrichtung fordert, verbannt ihn Heinrich: „Wenn nach drei Tagen Zeit man hier dich findet/ auf irgend einem Boden, wo ich herrsche,/ so kauft die Welt dein Leben nicht mehr los.“
Die Abschiedsszene Suffolks von der Königin ist die einzige Darstellung der Liebe im ganzen Stück, das sich sonst nur mit Politik und Intrigen beschäftigt. Schon im ersten Teil, als er von seinem König zu Verhandlungen ausgeschickt wurde, machte er sich Hoffnungen auf eine Romanze, indem er sich mit Paris verglich: „So siegte Suffolk und so geht er hin/Wie einst nach Griechenland der junge Paris,/Mit Hoffnung ähnlichen Erfolgs im Lieben,/Doch bessern Ausgangs, als der Trojer hatte.“
Die Trennung der beiden erinnert sogar fern an den Abschied Romeos von Julia. So sagt die Königin: „Was traur´ ich, Suffolk, einzig nicht um dich,/ und eifr´ in Tränen mit des Südens Wolken,/ das Land befeuchtend die, mein Leid die meinen?/ Nun mach dich fort: du weißt, der König kommt./ Es ist dein Tod, wirst du bei mir gefunden.“ Worauf de la Pole entgegnet: „Ich kann nicht leben, wenn ich von dir scheide;/ und neben dir zu sterben, wär´ es mehr,/ als wie ein süßer Schlummer dir im Schoß?“
Obwohl Shakespeare de la Pole als einen beim Volk unbeliebten, intriganten Mörder darstellt, gewährt er ihm doch ein heldenhaftes, rühmliches Ende. Als er auf dem Schiff ins Exil ermordet wird, weigert er sich, um sein Leben zu bitten: „Fern sei es, dass wir Volk wie dieses da/ mit unterwürf´gen Bitten ehren sollten./ Nein, lieber neige sich mein Haupt zum Block,/Eh’ diese Knie vor irgend wem sich beugen,/…Der echte Adel weiß von keiner Furcht…“
Als arroganter Adeliger, der sich vor niemanden beugt und sich mit den Größen der Weltgeschichte vergleicht, stirbt de la Pole:
| Come soldiers, show what cruelty ye can, that this my death may never be forgot. Great men oft die by vile bezonians. A Roman sworder and banditto slave, Murder´d sweet Tully; Brutus´bastard hand, stabb'd Julius Caesar; savage islanders Pompey the Great; and Suffolk dies by pirates. | Soldaten, kommt! Zeigt eure Grausamkeit! Daß diesen meinen Tod man nie vergesse. Durch Bettler fallen große Männer oft: Ein röm’scher Fechter und Bandit erschlug, Den holden Tullius; Brutus’ Bastard-Hand, Den Julius Caesar; wildes Inselvolk, Den Held Pompejus; und Suffolk stirbt durch Räuber. |